# دهستان دشتاب
دشتاب از دهستان‌های بخش خَبر استان کرمان در ایران است.بر اساس مصوبه هیئت وزیران دهستان دشتاب زیر مجموعه بخش خبر با مرکزیت شهرکشکوییه تبدیل شده‌است. بر اساس سرشماری سال ۱۳۹۵ جمعیت این منطقه ۹٫۷۳۰ نفر بوده‌است. فاصله مرکز بخش دشتاب تا مرکز شهرستان بافت یعنی شهر بافت تقریباً ۳۶ کیلومتر است. دشتاب در جنوب غربی شهرستان بافت واقع شده‌است. فاصله مرکز بخش خبر یعنی شهر کشکوئیه تا شهر کرمان ۱۹۶ کیلومتر است.

## وجه تسمیه
دشتاب به دلیل وجود سفره‌های عظیم آب زیرزمینی به این نام مشهور شده‌است. به نظر می‌رسد که بخشی از مردم دشتاب در زمان‌های دور از استان فارس به این منطقه مهاجرت کرده‌اند. البته قدمت دشتاب به لحاظ سکونتی بسیار بالاست و اقوامی که برای سکونت در شهر بافت (اقطاع) در گذشته به این منطقه آمده‌اند ابتدا در دشت حاصلخیز دشتاب ساکن شده‌اند.

## آب و هوا و اقلیم
دشتاب از دشتهای مرتفع ایران محسوب می‌شود. ارتفاع این دشت از سطح دریا بین ۲٬۰۵۰ تا ۲٬۲۰۰ متر از سطح دریا متغیر است. به دلیل قرار گرفتن منطقه دشتاب در ارتفاع، آب و هوای این منطقه سرد و خشک است. به‌طورکلی آب و هوای دشتاب به گونه‌ای است که تابستان‌های نسبتاً گرم و زمستان‌های بسیار سردی دارد. پارک ملی خبر که بزرگ‌ترین پارک ملی نیمه جنوبی ایران می‌باشد، در فاصله سی کیلومتری از دشتاب قرار دارد.

## موقعیت جغرافیایی
بخش دشتاب از شمال به بخش مرکزی شهرستان بافت، از غرب به دهستان گوغر از بخش مرکزی شهرستان بافت و از جنوب به ارزوییه محدود می‌شود. از مهم‌ترین روستاهای بخش دشتاب می‌توان به خافکوییه، اسلام‌آباد، وکیل آباد، خبر و بریدوئیه اشاره کرد

## ویژگی‌های ساختاری
تیپ این روستا متمرکز است. اقلیم آن در زمستان سرد و خشک و در تابستان نسبتاً گرم می‌باشد. البته گرما در منطقه طاقت فرسا نیست. به دلیل اختلاف دما بین کوه خبر و این دهستان، به صورت محلی گردبادهای کوچک ایجاد می‌شود. معماری خانه‌ها به صورت گنبدی و قبه‌ای است. البته تعدادی از خانه‌ها ساختار شیروانی دارند.

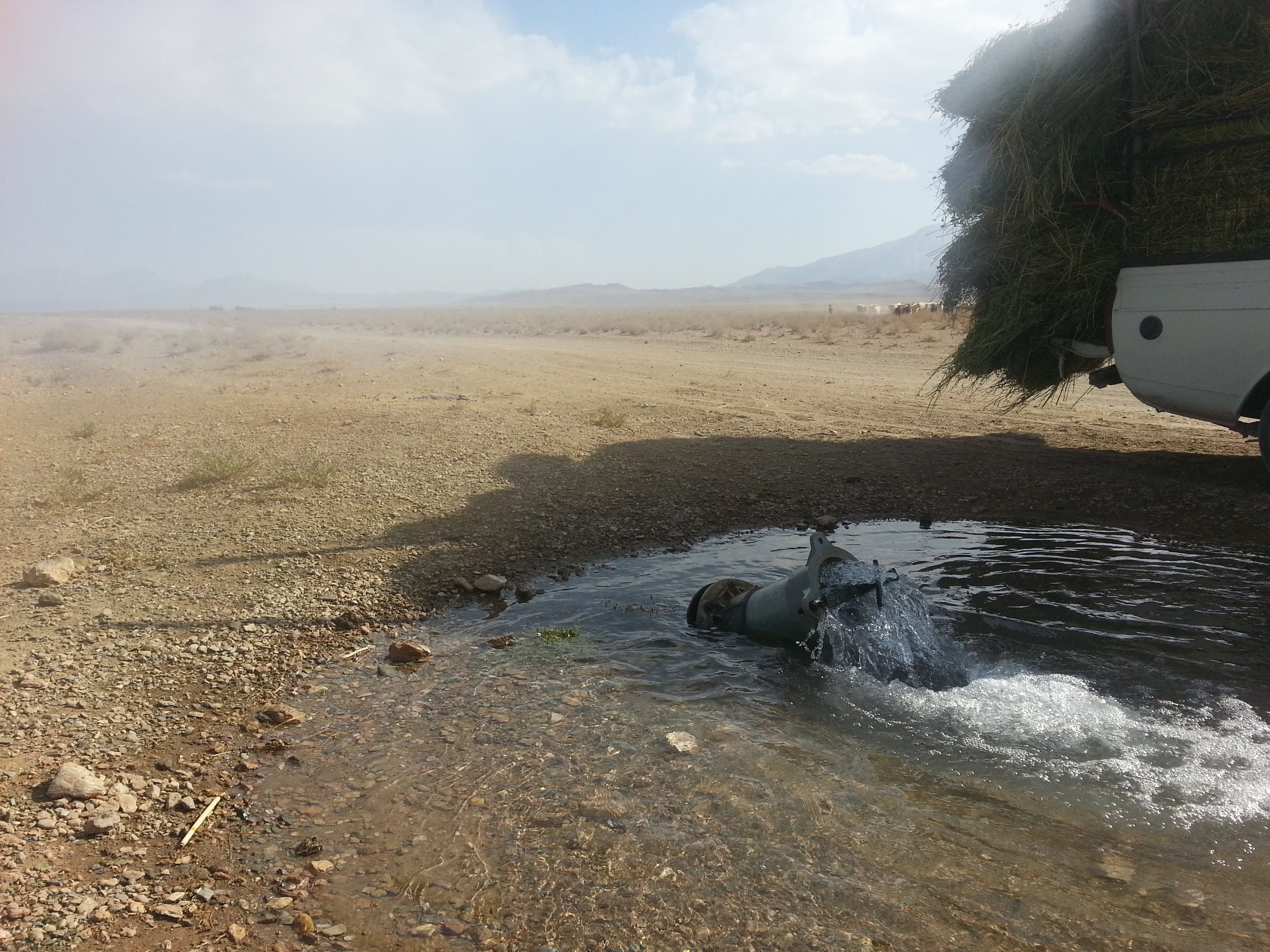
منابع آبی دهستان دشتاب و یک چشم‌انداز کلی از پوشش زمین

## مناطق دیدنی، زیارتی، تاریخی و طبیعی

### مناظر طبیعی
- پارک ملی خبر

پارک ملی خبر از نواحی توریستی و گردشگری نمونه استان و شهرستان بافت است که از نواحی ییلاقی محسوب می‌شود. پارک ملی خبر یازدهمین منطقه‌ای است که در ایران عنوان پارک ملی را به خود اختصاص داده‌است. این پارک در سال ۱۳۵۰ با عنوان منطقه حفاظت شده و در سال ۱۳۵۴ تحت عنوان پناهگاه حیات وحش خبر و روچون مورد حفاظت قرار گرفت و در نهایت این منطقه درسال ۱۳۷۰ به عنوان منطقه گردشگری فرهنگی در سازمان فرهنگی یونسکو به ثبت رسید و هشت سال بعد نیز به پارک ملی ارتقاء یافت.
- آبگرم سولو
- باغ‌های حاشیه جاده دشتاب به بافت

### تاریخی
مجموعه قلعه‌های تاریخی دشتاب
این قلعه‌های درمجموع بصورت شبکه ای از چندین قلعه در چندین روستا تشکیل شده‌است که ساختار زیبا و منحصر به فردی دارند؛ و در گذشته یک مجموعه کامل حکومتی محسوب می‌شده‌اند.
- قلعه زهرا خانم

این قلعه در روستای اسلام‌آباد (دشتاب) و مقر حکومتی زهرا خانم فرمانفرا و حاکم دشتاب بوده‌است. زهرا خانم در زمان حکمرانی فردی بسیار سخت گیر بوده و روایت می‌شود با کسانی که از فرمان او سرپیچی می‌کردند، به شدت برخورد می‌کرده و گوش افراد متمرد را با میخ به روی تخته کوبیده و دستور شلاق زدن می‌داده‌است. روایت است وقتی که شخص زهرا خانم می‌میرد بدنش کرم می‌زند شاید دلیل این اتفاق را بتوان در عدم رغبت مردم در جمع کردن جنازه وی جستجو کرد و میت مدت طولانی را روی زمین مانده و بدنش کرم زده باشد.
- قلعه کردعلی

این قلعه با توجه به موقعیت جغرافیایی که داشته‌است، از قلعه‌های معتبر حاکم نشین بافت بوده‌است. قلعه کُردعلی در وکیل آّباد دشتاب قرار داشته و توسط شخصی به نام کردعلی ساخته شده‌است. کردعلی که در این قلعه حکمرانی می‌کرده‌است برای دفاع از این قلعه، خندق بزرگی در اطراف آن حفر کرده و در روز توسط پل تخته‌ای از روی این خندق رفت و آمد می‌کرده‌اند و شب‌ها پل را از روی خندق برمی‌داشته‌اند تا از هجوم غارتگران محفوظ باشند. این قلعه حد واسط قلعه هشون و قلعه مرتضی خَبر قرار داشته و در هنگام خطر و درگیری با روشن کردن آتش و ایجاد دود قلعه‌های دیگر را برای پشتیبانی خبر می‌کرده‌اند. اکنون این مکان تاریخی در شرف نابودی می‌باشد و علت آن را شاید بتوان علاوه بر عدم توجه مسئولین به عنوان دلیل اصلی آن اشاره کرد.

### زیارتی
- امامزاده سیدعلی موسی